# Горд (кантон)
Горд (фр. Gordes) — упразднённый кантон во Франции, находился в регионе Прованс — Альпы — Лазурный Берег. Департамент кантона — Воклюз. Входил в состав округа Апт. Население кантона на 2006 год составляло 5 978 человек.				
Код INSEE кантона — 84 12. Всего в кантон Горд входило 8 коммун, из них главной коммуной являлась Горд.

## Коммуны кантона
| Коммуна       | Население | Почтовый индекс | Код INSEE |
| ------------- | --------- | --------------- | --------- |
| Бометт        | 194       | 84220           | 84013     |
| Горд          | 2092      | 84220           | 84050     |
| Гу            | 1285      | 84220           | 84051     |
| Жукас         | 317       | 84220           | 84057     |
| Льу           | 248       | 84220           | 84066     |
| Мюр           | 415       | 84220           | 84085     |
| Руссийон      | 1161      | 84220           | 84102     |
| Сен-Панталеон | 177       | 84220           | 84114     |

С 29 марта 2015 года кантон упразднён декретом 25 февраля 2014, а все 8 коммун административно переподчинены кантону Апт.